# Lego Marvel Super Heroes 2
Lego Marvel Super Heroes 2 – gra komputerowa z serii gier Lego, opracowana przez Traveller’s Tales i wydana przez Warner Bros. w sierpniu 2017 roku na platformy Nintendo Switch, PlayStation 4, Xbox One, Microsoft Windows i w sierpniu 2018 na MacOS. Jest kontynuacją gry Lego Marvel Super Heroes z 2013 roku i trzecią grą z serii Lego Marvel.
Podczas gry bohaterowie z uniwersum Marvela walczą z podróżującym w czasie Kangiem Zdobywcą w różnych epokach i rzeczywistościach. Lego Marvel Super Heroes 2 otrzymało pozytywne recenzje i zostało ciepło przyjęte przez krytyków.

## Rozgrywka
Gra oferuje podobną rozgrywkę jak jej poprzednik i inne gry z serii Lego, umożliwiając rozwiązywanie zagadek, a także łącząc elementy akcji i przygody. Wprowadza także nowy, czteroosobowy tryb walki, pozwalający graczom na wspólną potyczkę na arenach bitewnych, a także możliwość manipulowania czasem.

### Postaci
Podobnie jak w dwóch poprzednich grach Lego Marvel, gracze mogą kontrolować różne postaci z uniwersum Marvela, z których każda ma unikalne umiejętności. W grze występują również postaci z różnych okresów i rzeczywistości w uniwersum Marvela, między innymi Spider-Gwen, kowbojska wersja Kapitana Ameryki, czy średniowieczny odpowiednik Hulka. Ponadto w grze dostępne są różne odmiany postaci, takie jak Iron Duck (Kaczor Howard noszący zbroję Iron Mana) i Carnom (symbiont Venoma połączony z symbiontem Carnage). Korzystając z możliwości manipulowania czasem, gracze mogą zmieniać wygląd i umiejętności niektórych postaci, na przykład Groota można zmienić w jego dorosłą albo dziecięcą wersję, aby stał się jego dorosłą wersją.

## Obsada
Źródło:.
- Martin T Sherman jako Spider-Man / Peter Parker
- Josh Cowdery jako Kapitan Ameryka / Steve Rogers
- Ronan Summers jako Thor / Daredevil / Spider-Man 2099 / Kraven
- Gary Martin jako Hulk / Surtur
- John Schwab jako Iron Man / Tony Stark
- Ramon Tikaram jako Doktor Strange / Stephen Strange
- Mikey O'Connor jako Rocket
- Kerry Shale jako Star-Lord
- Stefan Ashton Frank jako Groot
- Peter Serafinowicz jako Kang Zdobywca
- Trevor Dion Nicholas jako Nick Fury
- Glenn Wrage jako J. Jonah Jameson
- Greg Miller jako Kaczor Howard
- Tom Clarke Hill jako Blade
- Dar Dash jako Hawkeye / Ant-Man / Hank Pym / Wonder Man
- John Guerrasio jako Sandman
- Dan Li jako Wong
- Kate Kennedy jako Hela
- Rebecca Kiser jako Ms. Marvel / Kamala Khan
- Stan Lee jako on sam

Ze względu na strajk aktorów głosowych w grach wideo z lat 2016–2017, obsada z poprzednich dwóch gier z serii nie powróciła, by ponownie wcielić się w swoje role, ponieważ aktorzy należeli do związku Screen Actors Guild-American Federation of Television and Radio Artists (SAG-AFTRA), który reprezentował uczestników strajku.

## Odbiór

### Reakcje krytyków
Gra została ciepło przyjęta przez krytyków i otrzymała pozytywne recenzje. W serwisie Metacritic otrzymała średnią ocenę 73/100 w kategorii PS4, 76/100 w kategorii Nitendo Switch oraz 74/100 w kategorii Xbox One.

### Nominacje
| Rok  | Nagroda                                               | Kategoria                              | Wynik     | Przypis |
| ---- | ----------------------------------------------------- | -------------------------------------- | --------- | ------- |
| 2017 | Game Critics Awards                                   | Najlepsza gra towarzyska               | Nominacja | [ 23 ]  |
| 2017 | Gamescom 2017                                         | Najlepsza gra rodzinna                 | Nominacja | [ 24 ]  |
| 2018 | New York Game Awards 2018                             | Najlepsza gra dla dzieci               | Nominacja | [ 25 ]  |
| 2018 | National Academy of Video Game Trade Reviewers Awards | Drugoplanowa rola w komedii (Dar Dash) | Nominacja | [ 26 ]  |
| 2018 | Nickelodeon’s 2018 Kids’ Choice Awards                | Ulubiona gra wideo                     | Nominacja | [ 27 ]  |
| 2018 | Develop Awards                                        | Animacja                               | Nominacja | [ 28 ]  |